# 미즈카미촌
미즈카미촌(일본어: 水上村)은 일본 구마모토현 남부에 있는 구마군의 촌이다.

## 지리
규슈 산지, 히토요시 분지의 최동단에 위치하고 있어 전체가 산지이다.

### 인접한 자치체
- 구마모토현
  - 야쓰시로시
  - 구마군 유노마에정·다라기정·이쓰키촌

- 미야자키현
  - 고유군 니시메라촌
  - 히가시우스키군 시바촌

## 역사
- 1895년 11월 28일 - 유야마촌·이와노촌·에시로촌이 대등 합병해 미즈카미촌이 성립하였다.

## 교통

### 도로
- 국도 제388호선
- 국도 제446호선(전 구간 국도 388호선과 중복)